# Министарство за европске интеграције и међународну сарадњу Републике Српске
Министарство за европске интеграције и међународну сарадњу Републике Српске је једно од министарстава Владе Републике Српске које се бави економским односима и њиховом координацијом унутар Републике Српске. Садашњи министар је Златан Клокић.
Раније се називало Министарство за економске односе и координацију Републике Српске и Министарство за економске односе и регионалну сарадњу Републике Српске.

## Надлежности
Министарство за европске интеграције и међународну сарадњу обавља управне и друге стручне послове, који се односе на: праћење испуњавања и испуњавање обавеза из Споразума о стабилизацији и придруживању и извјештавање о томе; спровођење и координацију активности у вези са испуњавањем обавеза у процесу придруживања и приступања ЕУ; остваривање координације републичких органа управе у спровођењу активности из области европских интеграција у складу са републичким прописима; координацију дјеловања републичких представника у заједничким тијелима ЕУ и БиХ која се успостављају на основу ССП; међуресорну припрему републичких институција и координацију учешћа републичких представника у свим фазама претприступног процеса и процеса преговарања са ЕУ; припрему и ревизију стратешких докумената и акционих планова у вези са испуњавањем обавеза у процесу европских интеграција; остваривање и координацију сарадње са другим тијелима у БиХ, те институцијама, органима и тијелима ЕУ, њеним државама чланицама; координацију израде и праћење републичких планова и програма усклађивања републичког законодавства са правном тековином ЕУ; нормативно уређивање организовања и рада привредних представништава Републике Српске у иностранству; праћење реализације програма и планова рада привредних представништава, те предузимање мјера и активности за њихов координисан и ефикаснији рад; послове у области односа Републике са дијаспором; координацију активности републичких органа управе у области сарадње са дијаспором; координацију активности у оквиру чланства Републике у Скупштини европских регија.

## Организација
Организационе јединице у саставу Министарства су:
1. Ресор за европске интеграције;
2. Ресор за међународну сарадњу;
3. Ресор за сарадњу са дијаспором.

## Историја
Некадашње Министарство за економске односе и координацију Републике Српске је у складу са одлукама Владе Републике Српске од 30. јула 2009. године промијенило назив у Министарство за економске односе и регионалну сарадњу Републике Српске. Некадашње Министарство за економске односе и регионалну сарадњу Републике Српске је усвајањем новог Закона о републичкој управи децембра 2018. промијенило назив у Министарство за европске интеграције и међународну сарадњу Републике Српске.

## Досадашњи министри
- Бранко Стјепановић (27. новембар 1996 — 18. јануар 1998)
- Саво Лончар (18. јануар 1998 — 12. јануар 2001)
- Фуад Туралић (12. јануар 2001 — 17. јануар 2003)
- Омер Бранковић (17. јануар 2003 — 15. фебруар 2005)
- Јасмин Сеферовић (15. фебруар 2005 — 28. фебруар 2006)
- Јасна Бркић (28. фебруар 2006 — 29. децембар 2010)
- Жељка Цвијановић (29. децембар 2010 — 12. март 2013)
- Игор Видовић (12. март 2013 — 18. децембар 2014)
- Златан Клокић (од 18. децембра 2014)